# Satan a ďábel v kultuře

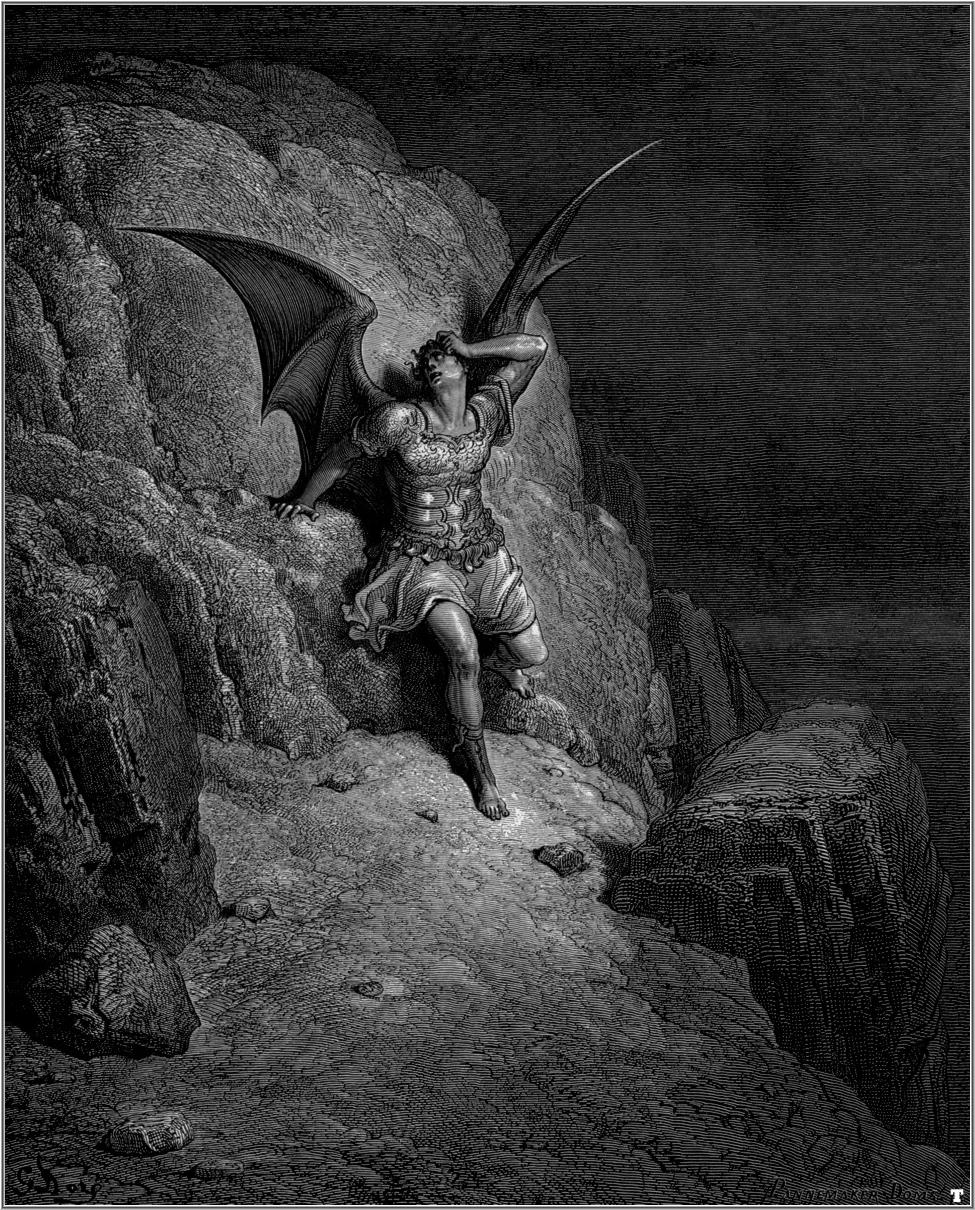
Gustav Doré, Satan v ilustraci ke Ztracenému ráji, 1866

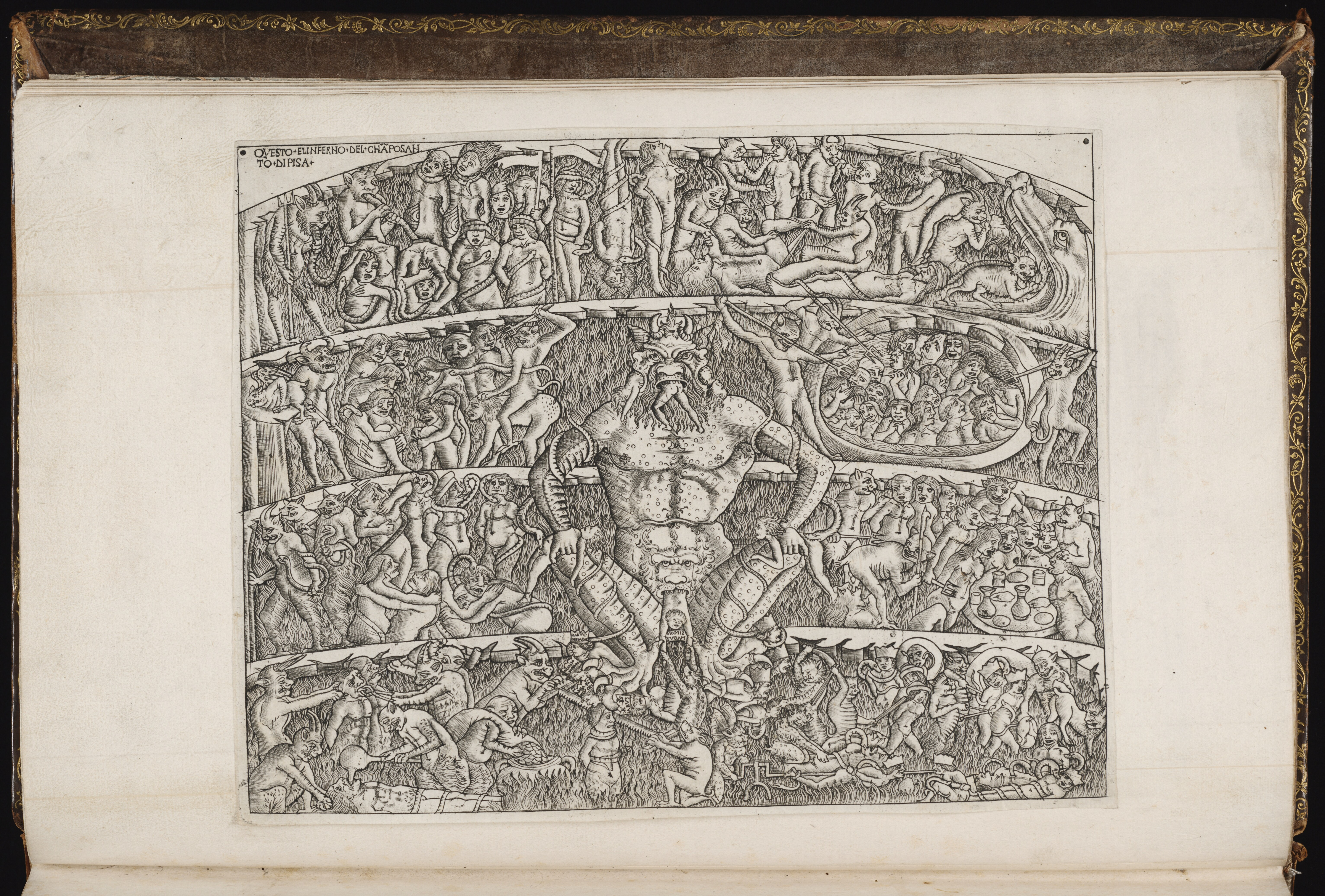
Ďábel v ilustraci Dantova Pekla podle Sandra Botticelliho (1481)

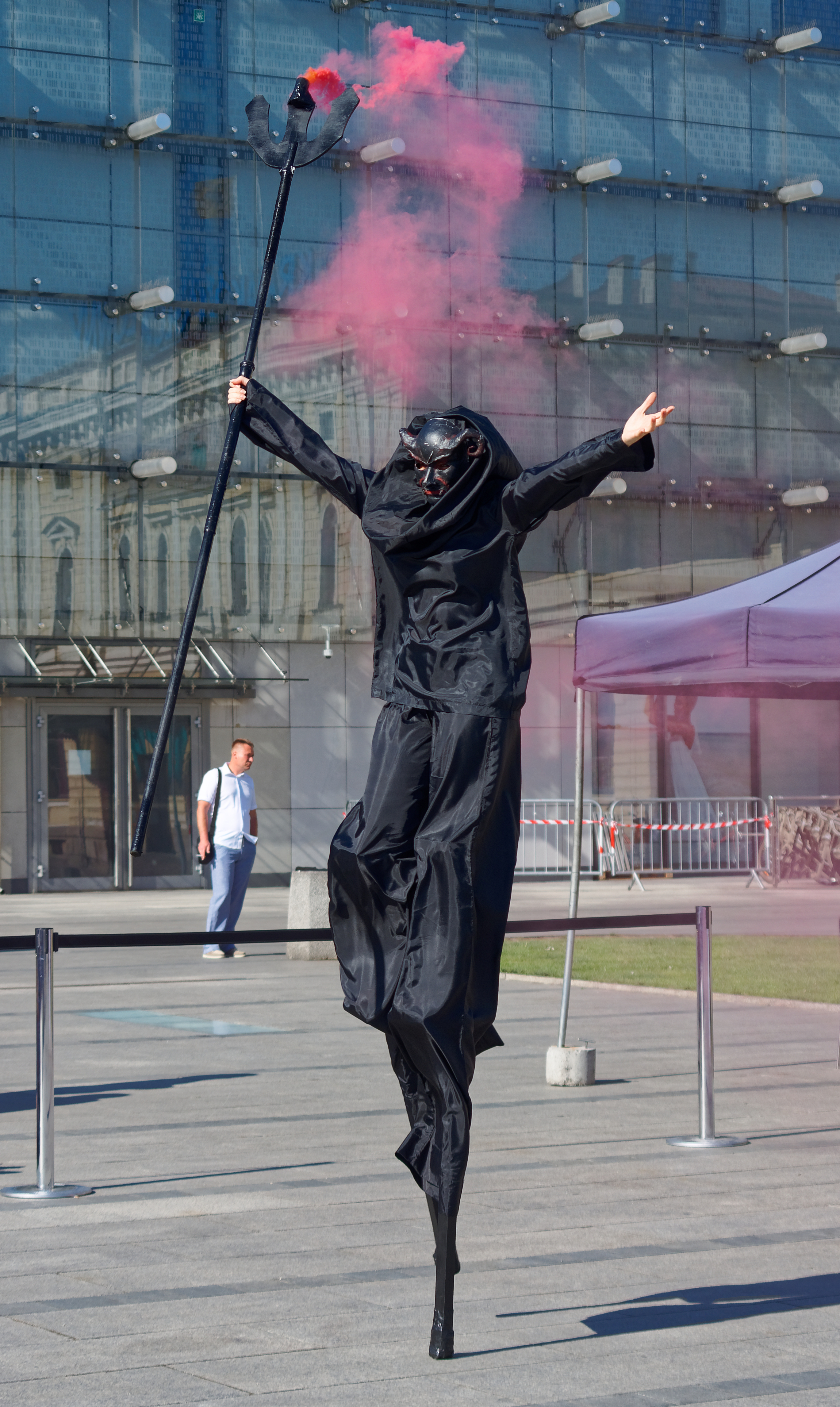
Ďábel v pouličním divadle Srdce dona Juana, Krakov (2018)

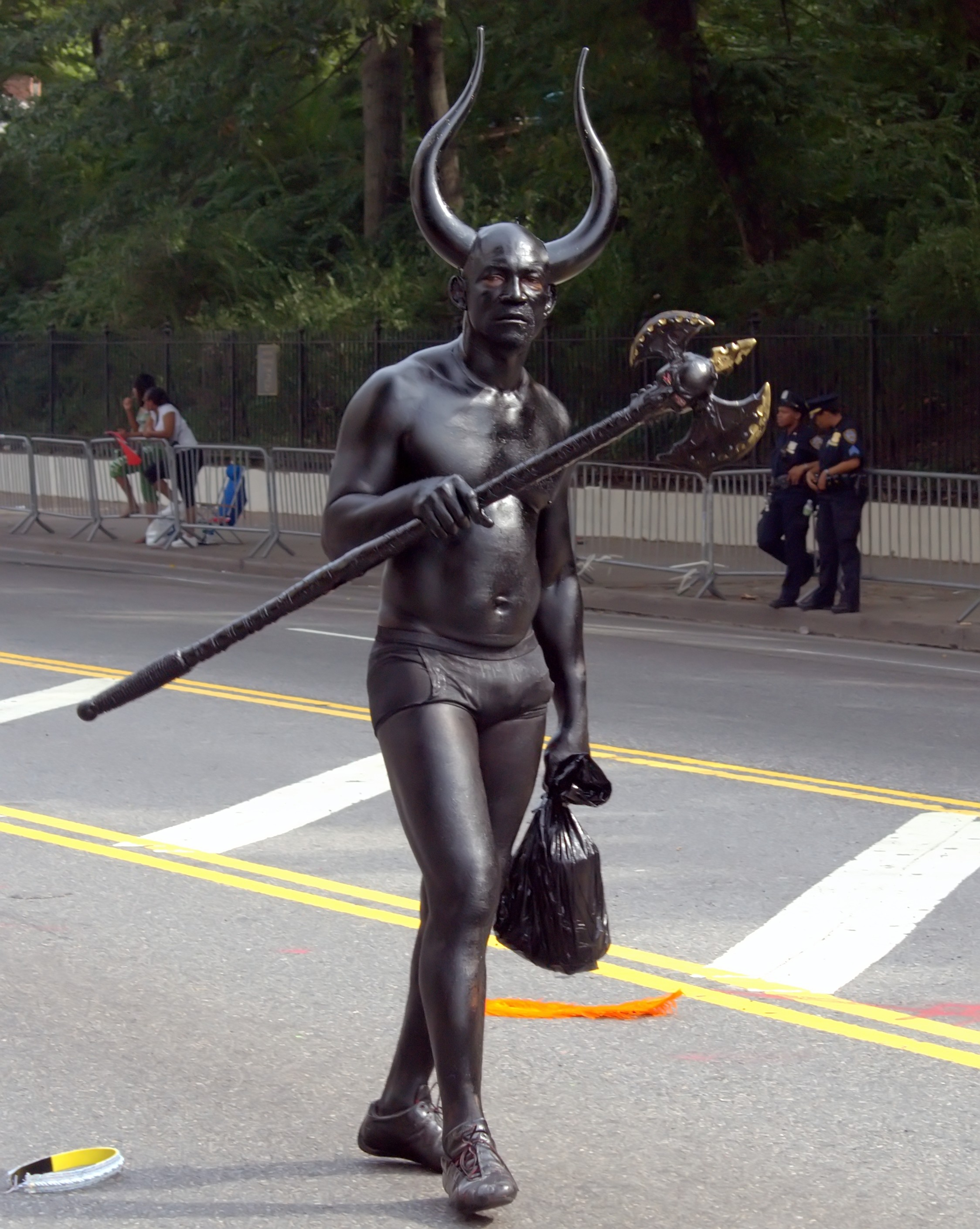
Ďábel v newyorském průvodu Shankbone (2009)

Satan či Ďábel, protivník Boha abrahámovských náboženství, je častým motivem v západního výtvarného a múzického umění a literatury, včetně jejich lidových a populárních forem. V těchto dílech často splývá se spřízněnými postavami jako Lucifer, Samael, Mefistofeles, Beelzebub, čert a další.
Populární obraz Satana vychází především ze Zjevení Janova jež popisuje válku na nebesích, v které archanděl Michael a bojoval s drakem, přičemž oba měly na své straně část andělů - tohoto draka Zjevení ztotožňuje se Satanem. Důvodem pro Satanovu vzpouru je po vzoru židovského apokryfu Život Adama a Evy jeho pýcha, pro kterou odmítl Boží příkaz poklonit se právě stvořenému Adamovi. Z těchto důvodů je tak Satan zobrazován jako král pekla a vůdce padlých andělů či démonů.
Satanova či ďáblova podoba je různá a často proměnlivá.
- Ve výtvarném umění i v literatuře má často podobu člověka. Může se objevovat jako nahá mužská postava s černou či rudou kůží, s rohy, černým plnovousem nebo bradkou a zvířecími drápy na rukou. Mívá zvířecí, typicky kozlí nohy (jednu či obě), netopýří křídla a dlouhý ocas. Oděn může být do kožešiny, k jeho atributům patří trojzubec či vidle, také otevřené ohniště či kotel s dýmem. Některé prvky tohoto vyobrazemí, především rohy a kozlí atributy, mohou mít původ v tradičním vyobrazení řeckého boha Pana a jeho služebníků satyrů. Takový je Satan v antickém sochařství. V současném umění jej takto zpodobňují například kreslené grotesky Warner Brothers, Omen: Přichází Satan! Richarda Donnera (1976), Legenda Ridleyho Scotta (1985) a South Park.
- Jindy je nejkrásnější z andělů, ale padlý anděl, má podobu šarmantního a přitažlivého muže. V tom případě bývá často zdůrazňována jeho schopnost získávat duše lidí tím, že využívá jejich marnivosti a předkládá jim lákavá pokušení. Jeho jednání doprovází pak zlý - ďábelský pohled, úsměv a smích, často výsměch.
- Vzácněji je zobrazován jako zlá bytost ženského rodu, například harpyje, svůdná nebo potměšilá žena z filmů Smlouva s ďáblem (2000), ale i Umučení Krista (2004).[2][3]
- Ďábel může být také spojen z několika bytostí do kreatury, která požírá lidi (například v ilustracích Dantova Peklopodle obrazůSandro Botticelli) nebo je neviditelný, přítomný pouze svou činností, která může odehrávat kdekoliv. Jeho působištěm je jakékoliv záporné, zavrženíhodné a nesnesitelné prostředí na světě nebo mimo něj. Příklady vylíčil Dante Alighieri v Peklo.
- Ďábel v lidové kultuře, jako jsou masopustní nebo LGBT průvody, lidové divadelní hry, či loutkové divadlo, může být jen směšnou figurou.

## Příklady

### Film
- Ve filmu René Claira "Ďáblova krása" (1950) vystupuje Michel Simon jako sympatický a kladný Mefistofeles.
- Ve filmu Angel Heart (1987) si ďábla zahrál Robert de Niro.
- Ve filmu Poslední pokušení Krista (1988) režiséra Martin Scorseseho Satana představoval Leo Marks.
- Ve filmu Constantine (2005) ztvárnil roli Satana Peter Stormare. Satan je zde relativně dobrým – zabrání skutečnému nebezpečí, kterým je vypuštění jeho syna na svět (z taktických důvodů – více zla na světě by znamenalo méně duší do pekla).
- Ve filmu Ďáblův advokát (1997) advokáta a Satana jménem John Milton ztělesnil Al Pacino, odkazuje na Miltonův Ztracený ráj i na Dantovo Peklo. Satanovo vítězství zde prezentuje způsob života v Západním světě.
- Satan jako ztělesnění zla skýtá mnoho dějových příležitostí. South Park kupříkladu dosahuje politicky satirického účinku tím, že Satan v něm je týraným milencem (evidentně horšího) Saddáma Husajna. Jiní používají zápasy hrdinů se Satanem, aby zviditelnili lidské slabosti a nedostatky při snaze vést dobrý život – například Smlouva s ďáblem (2000 jako remake filmu z roku 1967). A v hororovém žánru Satan představuje působivého, takřka všemocného protivníka, jako v trilogii Omen.
- William Peter Blatty, autor následně zfilmované knihy Exorcista, prohlásil, že ji napsal s evangelizačním záměrem zobrazit vrcholné zlo jako způsob, jak připomenout světu potřebu věřit ve vrcholné dobro, Boha.
- V seriálu Lovci duchů roli Satana ztvárnil herec Mark Pellegrino. Satan je v seriálu vypuštěn na svobodu z klece z pekla, do které ho dostal jeho otec Bůh. Satan si tak hledá svou pravou lidskou schránku, kterou se stává Sam, jeden z bratrů Winchesteru. V seriálu ho nazývají Lucifer.

### Animovaný film
- Ve filmech Společnosti Walta Disneye je ďábel námětem několika filmů. V horroru Hell's Bells (Ďáblovy zvony) z roku 1929 svolá karikatura démona jménem Hádes na divokou párty do pekla všechny ďábly, včetně trojhlavého psa Kerbera z řecké mytologie.
- V americkém komiksovém seriálu Sandman (2019) peklu vládne v jednu dobu triumvirát Belzebub, Lucifer a Azrael.

### Hudba
- Mnoho rockových hvězd jako Rolling Stones, Ozzy Osbourne a AC/DC nahrálo písně o Satanovi. Například mnoho Osbourneových alb (jak sólo, tak s jeho původní skupinou Black Sabbath) oslavovalo nebo jindy kritizovalo uctívání ďábla. Rolling Stones mají píseň Sympathy for the Devil (Soucit s ďáblem), jejíž cover verzi později natočili Guns N'Roses pro film Interview s upírem podle románu Anne Riceové.

### Reklama
- Erekční přípravek Clavin je v Česku propagován reklamou s rohatým rudým ďáblem.[5]